# Rezerwat przyrody Boże Oko

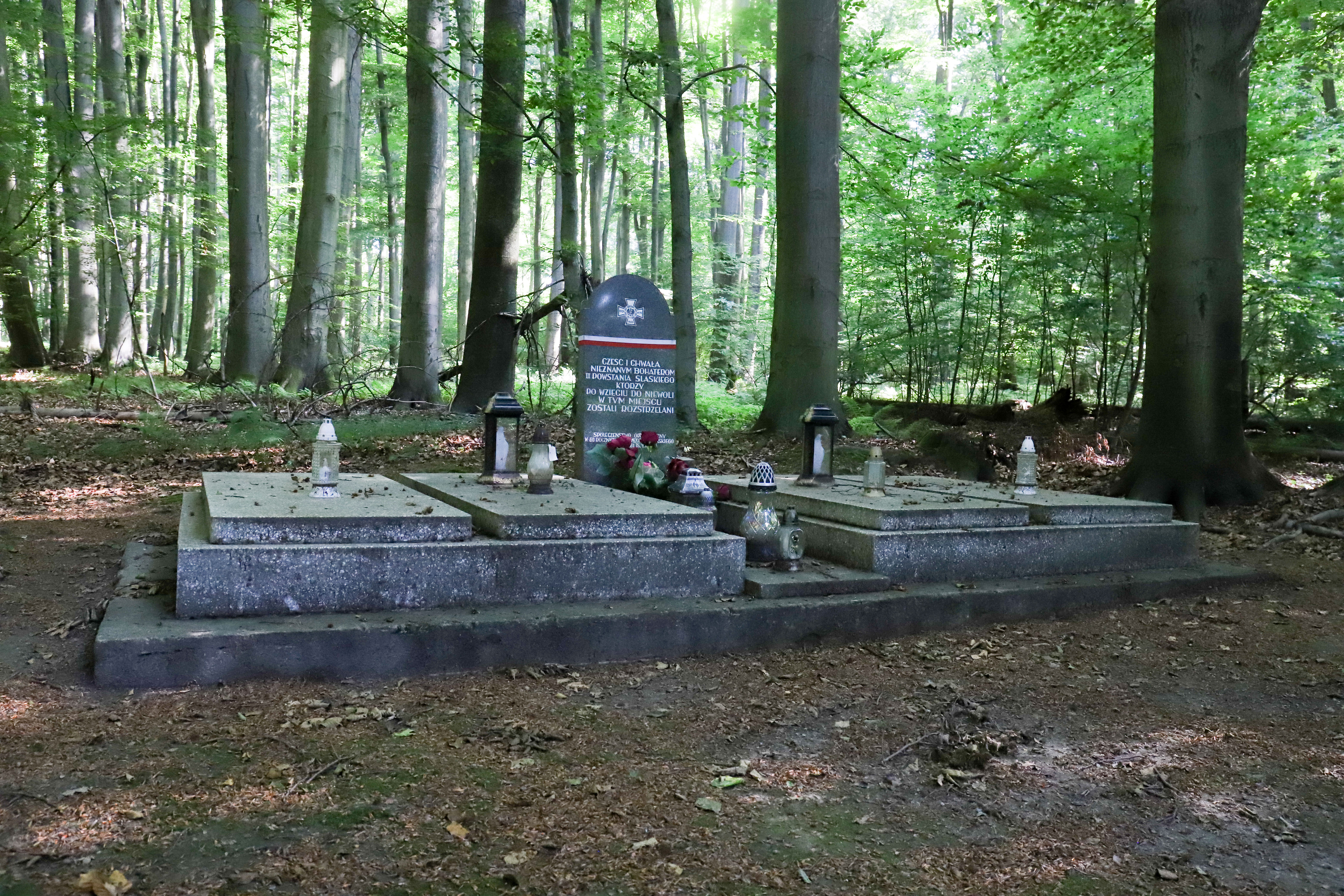
Grób

Rezerwat przyrody Boże Oko – leśny rezerwat przyrody położony na zachód od miejscowości Klucz, w gminie Ujazd, w powiecie strzeleckim (województwo opolskie). Znajduje się na terenie Parku Krajobrazowego Góra Św. Anny oraz obszaru siedliskowego sieci Natura 2000 „Góra Świętej Anny” PLH160002.
Rezerwat został powołany w 1997 roku na powierzchni 68,94 ha. Obecnie podawana wielkość rezerwatu to 68,59 ha.
Nazwa rezerwatu pochodzi od znajdującej się w jego pobliżu kapliczki.
Celem utworzenia rezerwatu była ochrona lasu świeżego z licznie występującym drzewostanem bukowym, którego wiek szacuje się na 135–155 lat, buki osiągają wysokość 30–32 m, a ich pierśnice 50–60 cm. Liczne są okazy o wymiarach pomnikowych. Poza bukami w warstwie drzew rosną: modrzew europejski, świerk pospolity, grab pospolity, brzoza brodawkowata i sosna pospolita. W warstwie podszytu występują: podrost (głównie buka), bez czarny i bez koralowy.
Rzeźba terenu urozmaicona: wzniesienie sięgające 295 m n.p.m., suche dolinki, głębokie parowy, leje krasowe.
Na terenie rezerwatu wyróżniono trzy zbiorowiska roślinne:
- kwaśna buczyna niżowa
- żyzna buczyna sudecka
- żyzna buczyna niżowa

Oznaczono 61 gatunków roślin naczyniowych, w tym chronione:
- buławnik wielkokwiatowy
- bluszcz pospolity
- kruszczyk szerokolistny
- konwalia majowa
- przytulia wonna
- kopytnik pospolity
- kalina koralowa

Zewidencjonowano również chronionego grzyba – soplówkę gałęzistą.
Fauna rezerwatu jest słabo poznana, występuje tu m.in.: jeleń, dzik, sarna, lis, zając, borsuk, kuna leśna, wiewiórka, jeż, a z ptaków: myszołów zwyczajny, kruk, jastrząb, dzięcioł czarny, dzięcioł zielonosiwy, gołąb grzywacz.
Rezerwat leży na terenie Nadleśnictwa Strzelce Opolskie. Nadzór sprawuje Regionalny Dyrektor Ochrony Środowiska w Opolu. Na mocy obowiązującego planu ochrony ustanowionego w 2018 roku, obszar rezerwatu objęty jest ochroną ścisłą.
Przez rezerwat prowadzi ścieżka przyrodniczo-dydaktyczna z Góry Św. Anny do Zalesia Śląskiego.